# John Erik Strandman

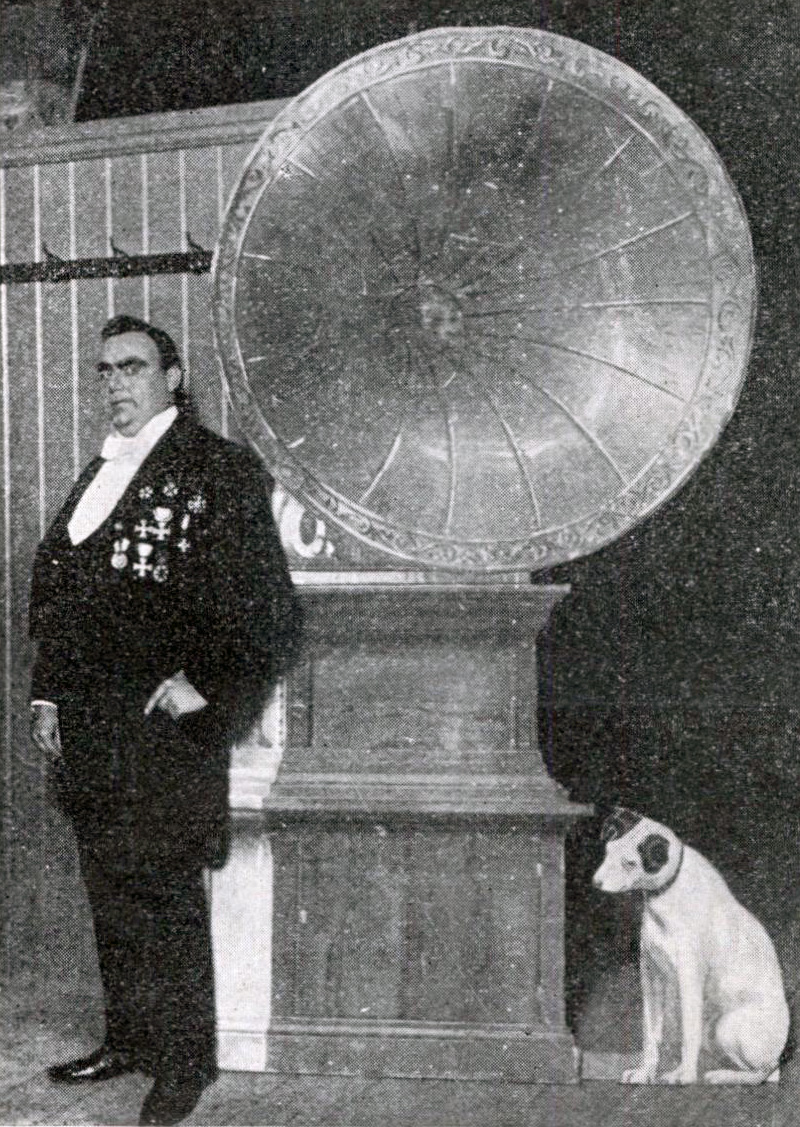
John Erik Strandman som Caruso in en Engdahlsrevy.

John Erik Strandman, född 8 februari 1886 i Norrköping, död 28 december 1934 i Göteborg, var en svensk skådespelare och operettsångare.

## Biografi
Strandman scendebuterade 1907 som Edvin Ström i Flickorna Blom på Norrköpings arbetareförenings teater. Han fick därefter engagemang hos Axel Hultman 1908–1909, vid Operett-teatern i Stockholm 1909–1910, åter vid Norrköpings arbetareförenings teater 1910–1911, vid Folkteatern i Stockholm 1911–1916, där han på grund av sin korpulens kom att tillhöra det så kallade Svullna gänget — ett öknamn som en grupp skådespelare hade fått av Jean Claesson.  
År 1916 flyttade Strandman till Göteborg, där han sedan stannade, med engagemang först hos Axel Engdahl vid Folkteatern 1916–1919 och därefter vid Stora Teatern fram till sin död 1934.
Strandman spelade 1915–1930 in 34 skivor, men hade endast en filmroll i Göteborg 1918. Han gifte sig 1916 med Ellen Reedtz. Strandman är begravd på Östra kyrkogården i Göteborg.

## Teater

### Roller (ej komplett)
| År   | Roll        | Produktion                                                                  | Regi       | Teater                                        |
| ---- | ----------- | --------------------------------------------------------------------------- | ---------- | --------------------------------------------- |
| 1911 |             | Ljusets riddarvakt Ture Nerman                                              |            | Folkteatern                                   |
| 1911 |             | Julklappen (En julegave) Walter Christmas                                   |            | Folkteatern                                   |
| 1912 | Medverkande | Ostindiska kompaniet eller Vad ni vill?, revy Oscar Hemberg, Otto Hellkvist |            | Folkteatern                                   |
| 1917 | Medverkande | Atlanten vid Kristinehamn, revy Axel Engdahl                                |            | Folkteatern                                   |
| 1919 | Medverkande | Kaos eller Ta't lätt, revy Axel Engdahl                                     |            | Folkteatern, Göteborg/ Folkteatern, Stockholm |
| 1920 | Medverkande | Handel och sjöfart eller Allt för alla, revy Axel Engdahl och Fritz Scheel  |            | Folkteatern, Göteborg                         |
| 1920 | Couder      | Dollarprinsessan Leo Fall, A. M. Willner och Fritz Grünbaum                 |            | Stora Teatern                                 |
| 1933 |             | Madame Favart Jacques Offenbach                                             | Karl Kinch | Stora Teatern                                 |

## Filmografi
- 1918 – Storstadsfaror